# Adolf Metzner
Adolf Metzner, född 25 april 1910 i Frankenthal i Bayerska Pfalz, död 5 mars 1978 i Hamburg i Västtyskland, var en tysk friidrottare.
Vid Europamästerskapen 1934 blev Metzner Europamästare individuellt på 400 meter i lag med Helmut Hamann, Harry Voigt och Hans Scheele på 4 x 400 meter. Metzner blev tysk mästare på 400 meter 1931, 1932 och 1934. Metzner deltog vid två olympiska spel, 1932 och 1936.
Metzner gick med i SS 1933 och steg under andra världskriget i rang till SS-Hauptsturmführer. Efter kriget försökte han dölja sina SS-förehavanden under kriget. År 1971 blev han professor vid institutet för sportmedicin i Hamburg.